# Русаново (Великолукский район)
Руса́ново — деревня в Великолукском районе Псковской области России. Входит в состав Переслегинской волости.

## География
Расположена на северо-западе района на берегу озера Кислое в 9 км к западу от райцентра Великие Луки, на автодороге Великие Луки — Переслегино — Локня.

## Население
| 2001 | 2002 | 2010 |
| ---- | ---- | ---- |
| 180  | ↘170 | ↘160 |

Численность населения деревни по состоянию на начало 2001 года составила 180 жителей.

## История
Многие деревни Горицкой волости упоминаются с XVII — XVIII веков. Деревней Русаново по данным на XIX век владела помещица Абрютина Екатерина Петровна.
С января 1995 до декабря 2014 года деревня входила в состав ныне упразднённой Горицкой волости в качестве её административного центра.